# Laura Johnson

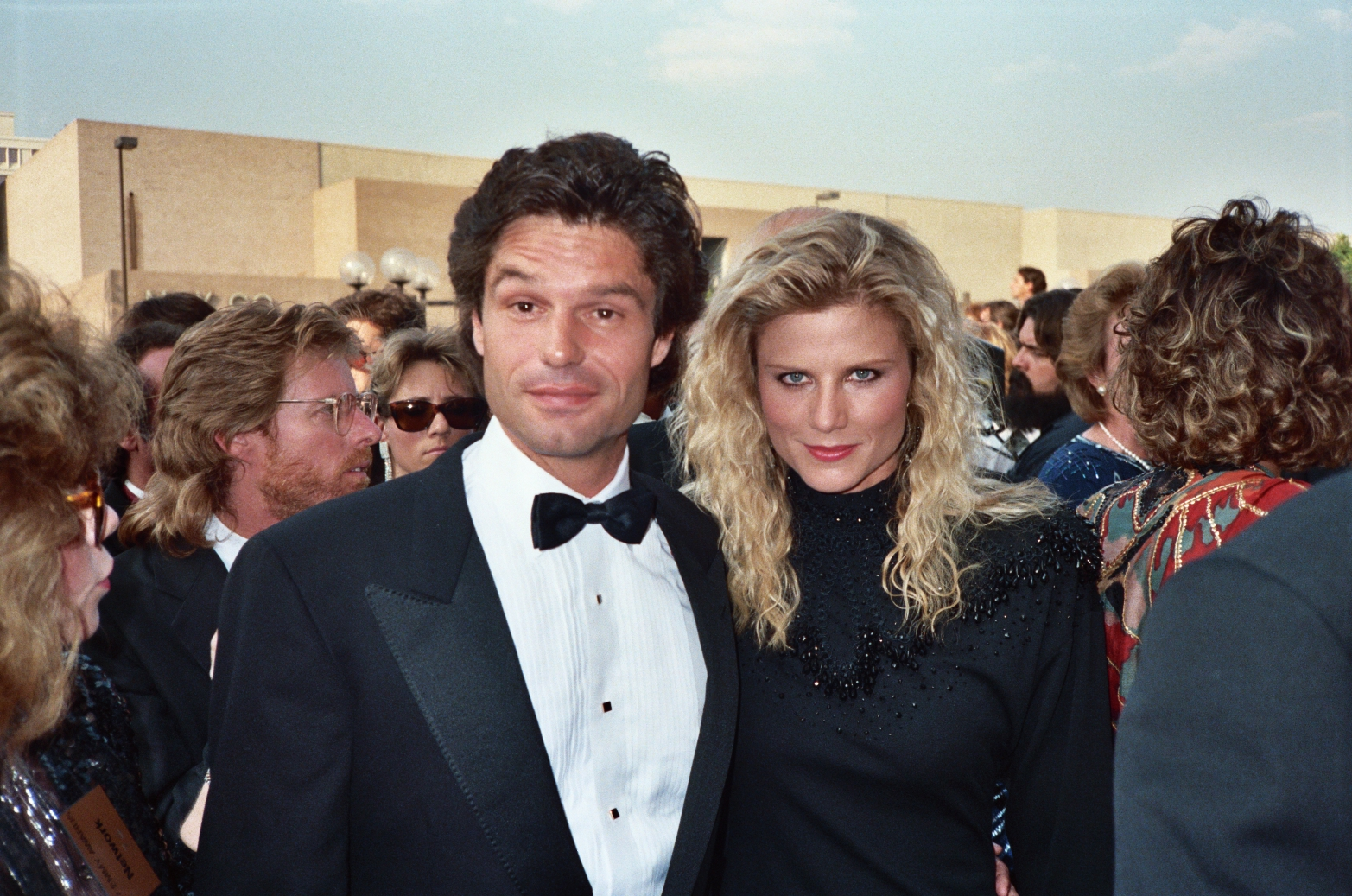
Laura Johnson mit Harry Hamlin, 1987

Laura Johnson (* 1. August 1957 in Burbank, Kalifornien) ist eine US-amerikanische Schauspielerin.

## Karriere
Sie debütierte in dem Film Beyond Reason. Weitere Filme waren Opening Night, Fatal Instinct, Aura, Red Eye. Außerdem spielte sie Gastrollen in den Serien Dallas, Hotel, Hunter, L.A. Law – Staranwälte, Tricks, Prozesse, Jake und McCabe – Durch dick und dünn und Strong Medicine: Zwei Ärztinnen wie Feuer und Eis. 2006 war sie in Cold Case – Kein Opfer ist je vergessen und Without a Trace – Spurlos verschwunden zu sehen.
Weltruhm erreichte sie mit ihrer Rolle der Terry Hartford in Falcon Crest, wo sie von 1983 bis 1986 eine Hauptrolle spielte. Für diese Rolle wurde sie 1986 für den Soap Opera Digest Award nominiert.

## Privatleben
Laura Johnson war von 1985 bis 1989 mit dem Schauspieler Harry Hamlin verheiratet. Ihre Hobbys sind Reiten, Gedichte schreiben und das Malen surrealistischer Bilder. Sie lebt in Los Angeles.

## Filmografie

### Filme
- 1977: Beyond Reason
- 1977: Opening Night
- 1981: Fly Away Home (Fernsehfilm)
- 1985: Chiller – Kalt wie Eis (Chiller, Fernsehfilm)
- 1988: Red River (Fernsehfilm)
- 1989: Nick Knight (Fernsehfilm)
- 1991: L.A. Law 100th Episode Celebration (Fernsehfilm)
- 1991: Visionen des Schreckens (Murderous Vision, Fernsehfilm)
- 1992: Fatal Instinct
- 1993: Deadly Exposure
- 1993: Der blaue Diamant (Fernsehfilm)
- 1993: Paper Hearts
- 1993: Zum Töten freigegeben (Marked for Murder, Fernsehfilm)
- 1993: Aura (Trauma)
- 1993: Red Shoe Diaries 2: Double Dare
- 1995: Die Erinnerung bringt den Tod (Awake to Danger, Fernsehfilm)
- 1996: Judge and Jury
- 1997: Mr. Atlas
- 1999: And the Beat Goes on – Die Sonny-und-Cher-Story (And the Beat Goes On: The Sonny and Cher Story, Fernsehfilm)
- 1999: California Myth
- 2002: Hope Ranch (Fernsehfilm)
- 2004: The Hollywood Mom’s Mystery (Fernsehfilm)
- 2004: The Long Shot (Fernsehfilm)
- 2005: Red Eye
- 2008: Mein Schatz, unsere Familie und ich (Four Christmases)
- 2009: Fame
- 2017: Arzt mit Nebenwirkung (Fernsehfilm)

### Fernsehserien
- 1979: A Man Called Sloane (eine Folge)
- 1979–1980: Dallas (drei Folgen)
- 1981: Secrets of Midland Heights (eine Folge)
- 1981: Eight Is Enough (eine Folge)
- 1982: The Devlin Connection (eine Folge)
- 1982: Romance Theatre (fünf Folgen)
- 1983: The Powers of Matthew Star (eine Folge)
- 1983–1986: Falcon Crest (80 Folgen)
- 1985: Hotel (eine Folge)
- 1986: Hunter (eine Folge)
- 1987: Mama’s Boy (eine Folge)
- 1987: L.A. Law – Staranwälte, Tricks, Prozesse (L.A. Law, zwei Folgen)
- 1988–1989: Herzschlag des Lebens – Göttinnen in Weiß (Heartbeat, 18 Folgen)
- 1989: Christine Cromwell (eine Folge)
- 1990: Jake und McCabe – Durch dick und dünn (Jake und McCabe, eine Folge)
- 1992: Foxy Fantasies (Red Shoe Diaries, eine Folge)
- 1992: In der Hitze der Nacht (In the Heat of the Night, zwei Folgen)
- 1995: Der Marshal (Pilot)
- 1997: High Incident – Die Cops von El Camino (High Incident, eine Folge)
- 1998: Born Free (25 Folgen)
- 2000: Nash Bridges (eine Folge)
- 2002: Strong Medicine: Zwei Ärztinnen wie Feuer und Eis (Strong Medicine, eine Folge)
- 2003: JAG – Im Auftrag der Ehre (JAG, eine Folge)
- 2006: Cold Case – Kein Opfer ist je vergessen (Cold Case, eine Folge)
- 2006: Without a Trace – Spurlos verschwunden (Without a Trace, eine Folge)
- 2009: The Storm – Die große Klimakatastrophe (The Storm, eine Folge)
- 2009: Monk (eine Folge)
- 2009: Mental (eine Folge)